# 丹沢病院
医療法人丹沢病院（たんざわびょういん）は、神奈川県秦野市にある、精神科・心療内科・内科・皮膚科を標榜する病院。病床数は318床。大規模デイケア施設がある。

## 概要
丹沢病院は単科精神科病院であるが、元東京慈恵会医科大学循環器内科准教授など3名の内科常勤医が在籍、身体管理が充実しているのが他の精神科病院に比べて特徴的である。また、複数の介護施設、知的障害者施設などと提携しており身体合併症管理、認知症のケア、介護のサポートなども充実している。また非常勤医師として東京大学心理学部教授、東海大学医学部教授が在籍しているため、うつ病の認知行動学的アプローチ、大学と提携した患者の受け入れなどにも力を入れている。私立の病院としては珍しく、臨床治験にも積極的に参加している。患者の肺がん予防の観点から県内の病院としてはいちはやく敷地内全面禁煙に踏み切り、国内の単科精神科病院でもまれな試みであることから注目を集め、学会発表、敷地内禁煙に踏み切るまでの過程などについて多くの講演依頼を受けている。敷地内禁煙に先がけ『禁煙外来』を創設したり、従来の薬物では治癒せず困っているユーザーのために『治験外来』を創設するなどユニークな試みを行なっている。最近では精神科病院に対する偏見の解消、病院と地域のクリニックとの連携を図り、うつ病をはじめとする自殺に結びつく可能性のある疾患を早期発見、予防するため、神奈川県の精神保健センター、秦野伊勢原医師会と連携し『うつ病予防対策セミナー』『心の疾患懇話会』などを開催し、地域医療に目を向けている。

### 理念
寛是宝（かんこれたから。秦野市に由来がある『憲政の神様』と謳われた尾崎行雄の言葉とされ、ひろい心と相手に対する思いやりすなわち寛恕の心が大事である）という言葉を第3代理事長川口陽太郎が病院の理念として採用した。現在まで病院の理念とされている。
寛是宝の具体的理念として、
1. 恵まれた自然環境の中で患者さんが心身共に癒される環境作り
2. 新時代の人権意識と誠意を持つ患者さん本意の病院
3. 地域社会の期待に応え貢献する病院
4. チーム医療と連携
5. 専門職として倫理観と知識と技術の向上

をあげている。
平成19年4月には、さらにこれを発展させ
患者憲章を設立した。
すなわち、
1. 良質で安全な医療を受ける権利
2. 人格を持った個人の尊重
3. 治療に関するインフォームドコンセントの尊重
4. プライバシーの尊重
5. 医療従事者と協力した療養生活

の5つをあげている。
このような理念に基づく診療を行なっている背景として院長の母校である慈恵医大の設立者高木兼寛の『病人を診ずして病気を診るなかれ』という言葉が深く影響している。

## 関連学会
- 日本医師会
- 日本精神神経学会
- 日本精神科病院協会[4]
- 日本内科学会
- 日本精神科看護協会
- 日本臨床心理士学会
- 日本臨床精神薬理学会
- 神奈川県精神科病院協会
- 神奈川県秦野伊勢原医師会
- 精神科専門医制度研修施設[5]
- 西湘SDA懇話会
- 心の疾患懇話会

## 歴史
- 1960年3月 - 開設　医療法人。保健医療機関指定　生活保護法機関指定
- 1961年 - 川口英五郎理事長就任。県指定病院（30床）
- 1962年 - 70床に増床
- 1963年 - 172床に増床
- 1964年 - 220床に増床
- 1966年 - 歯科診療室設置、定床261床
- 1967年 - 定床361床
- 1970年 - 定床393床
- 1976年 - 川口陽太郎院長就任（1977年理事長就任）～現在
- 1980年 - 現第1、2病棟完成
- 1985年 - 定床413床
- 1988年 - 現第3病棟完成
- 1990年 - 大規模デイケア施設開設
- 1997年 - 新外来・管理病棟完成
- 1998年 - 現第6、7、8病棟完成
- 2000年 - 医薬分業実施
- 2004年 - グループホーム新設
- 2007年 - 精神科専門医指導施設認可
- 2008年7月 - 日本医療機能評価認定病院認可

## 参照
- 医療法人丹沢病院ホームページ・病院概要 - 2010年6月2日現在